# Dracula's Daughter
Dracula's Daughter (bra A Filha de Drácula) é um filme estadunidense de horror de 1936 dirigido por lambert Hillyer para a Universal Studios. É a sequência do filme Dracula, de 1931.

## Sinopse
Dr. Van Helsing (Edward Van Sloan), pensando ter livrado Londres de todos os vampiros , é preso por assassinato. Quando o destino de Van Helsing parece estar traçado, os corpos desaparecem repentinamente. Logo, inúmeras pessoas são encontradas mortas, seus corpos encharcados de sangue. Enquanto isso, a bela Condessa Marya Zaleska (Gloria Holden) aparece em Londres. A problemática mulher procura ajuda de Dr. Garth (Otto Kruger), psiquiatra de Van Helsing, para uma consulta. Uma misteriosa sequência de eventos envolvendo uma desorientada jovem (Nan Grey) levam Van Helsing e Garth a deduzir que a Condessa é uma vampira. Eles partem para a Transilvânia atrás da Condessa para resgatar a bela noiva de Garth (Marguerite Churchill) nesse emocinante suspense.

## Elenco
- Otto Kruger - Dr. Jeffrey Garth
- Gloria Holden - Condessa Marya Zaleska - Filha de Drácula
- Marguerite Churchill - Janet
- Edward Van Sloan - Professor Van Helsing
- Gilbert Emery - Sir Basil Humphrey
- Irving Pichel - Sandor
- Halliwell Hobbes - Hawkins
- Billy Bevan - Albert
- Nan Grey - Lili
- Hedda Hopper - Lady Esme Hammond
- Claud Allister - Sir Aubrey
- Edgar Norton - Hobbs
- E. E. Clive - Sergeant Wilkes
- Béla Lugosi - Conde Drácula